# Велень
Ве́лень (пол. Wieleń) — город в Польше, входит в Великопольское воеводство, Чарнковско-Тшчанецкий повят. Имеет статус городско-сельской гмины. Занимает площадь 4,32 км². Население в 2013 году составило 6022 человека.